# Cocktail spécial
Cocktail spécial è un film del 1978 diretto da Jesús Franco (con lo pseudonimo Clifford Brown).
Si tratta di un film pornografico, terzo adattamento dello stesso regista spagnolo, dopo Philosophy in the Boudoir e Plaisir à trois, di La filosofia nel boudoir del Marchese de Sade.
Fu girato in Portogallo e in Francia ed è il primo di un gruppo di tre film a budget irrisorio girati per Robert de Nesle nel 1978, destinati ai cinema a luci rosse (seguito da Je brûle de partout e Elles font tout).
Il film, il cui titolo di lavorazione era Le Goût du Sperme, uscì nelle sale francesi il 5 luglio 1978.
In Italia alcune sequenze di Cocktail spécial sono state utilizzate in Claire, film pornografico montato da Aristide Massaccesi e uscito nel 1983, basato per gran parte su Elles font tout, ma che include anche sequenze di Je brûle de partout, nonché del film hard Le ereditiere superporno, diretto dallo stesso Massaccesi.

## Edizioni VHS
Il film è uscito in videocassetta in Svezia (Videorama) con il titolo Feuchte Lippen (Wet Lips in copertina), in lingua tedesca e sottotitolato in svedese. Questa edizione contiene la scena finale dell'orgia mascherata, tagliata quasi completamente nell'edizione vhs francese della Proserpine Editions (58 minuti).